# Sumitomo Corporation
Sumitomo Corporation (住友商事?, Sumitomo Shōji) è una delle più grandi società sōgō shōsha. Ha sede a Tokyo. Fu fondata nel 1919 e fa parte del Sumitomo Group.

## Filiali
- Bluewell Insurance
- Cantex
- Clickstream Capital
- Hartz Mountain Corporation
- JSAT Corporation
- Pacific Summit Energy
- Presidio Venture Partners
- The Seiyu, Ltd.
- SKY Perfect Communications Inc.
- Sumitomo Corporation Equity Asia Limited
- SMBC Finance&Lease
- Sumitomo Wiring Systems Ltd.
- Summit Biotech
- United Cinemas
- Petro Summit Pte Ltd (Singapore)
- TBC Corporation (Merchant Tire, NTB, Big O Tires) (50%)

## Azionisti
- Sumitomo Life Insurance Co.
- Sumitomo Mitsui Banking Corporation
- The Bank of Tokyo-Mitsubishi UFJ, Ltd.
- The Sumitomo Trust and Banking Co., Ltd.
- Japan Trustee Services Bank, Ltd.
- Mitsui Sumitomo Insurance Group Holdings, Inc.
- NEC Corporation
- Mitsubishi UFJ Trust and Banking Corporation
- The Dai-ichi Mutual Life Insurance Company
- Mitsubishi UFJ Trust and Banking Corporation